# 天光寺 (徳島市)
天光寺（てんこうじ）は、徳島県徳島市にある真言宗大覚寺派の寺院。山号は潮音山（ちょうおんざん）。本尊は聖観音。阿波西国三十三観音霊場11番札所。

## 歴史
勝悟上人によって開かれた。774年（宝亀5年）に疫病が流行した際、勝悟上人が観音像を刻み開眼すると紫雲虚空に遍満し病もおさまったとの伝承が残されている。

## 前後の札所
阿波西国三十三観音霊場
10 福成寺 ---- 11 天光寺 ---- 12 恵勝寺

## 交通
- JR徳島駅前より徳島バス応神藍住線「高良神社前」下車、徒歩約6分。